# Decuria
Decuria (slovensko dekúrija, desetina) je bila manjša vojaška enota rimske konjenice. Decurio je sestavljalo 10 konjenikov, katerim je poveljeval decurio. Tri decurie so sestavljale eno turmo.
Romul je celotno rimsko prebivalstvo razdelil v tri plemena; vsakega je vodil tribun. Vsako pleme je bilo dalje razdeljeno na deset centurij, katere so vodili centurioni. Vsaka centurija pa je bila nadalje razdeljena na deset decurij.
V medvladju po Romulovi smrti se je rimski senat, ki je takrat štel 100 članov, razdelil v 10 decurij, pri čemer je vsaka decuria pet dni vladala nad Rimom kot interrex. Decurie so se tako menjavale leto dni, dokler ni bil izvoljen Numa Pompilij.